# كاثي كيلي (كاتبة)
كاثي كيلي (بالإنجليزية: Cathy Kelly)‏‏ (12 سبتمبر 1966 في بلفاست - ) روائية، وكاتِبة، وصحفية، وناقدة سينمائية من المملكة المتحدة.